# Емаши
Емаши (баш. Ямаш) — село в Белокатайском районе Республики Башкортостан Российской Федерации. Центр Емашинского сельсовета.

## Этимология
Емаши получило название от реки Ямаш (гидроним), которая, в свою очередь, названа по имени человека.

## География

### Географическое положение
Расстояние до:
- районного центра (Новобелокатай): 42 км
- ближайшей ж/д станции (Ункурда): 84 км

## История
Основано во второй половине XVIII века, когда русские переселенцы из Пермской губернии. По Емашам первый договор о купле земли датируется 1788 годом.
В XIX и начале XX веков Емаши центр волости, входившей в Троицкий уезд Оренбургской губернии (до 1865 года), затем — в Златоустовский уезд Уфимской губернии.
В 1870 году в селе православная церковь, волостное правление, водяные мельницы. Кроме земледелия и скотоводства, жители занимались пчеловодством, деланием саней и дровней, плотничеством, плетением лаптей.
В 1907 году волость переименована в Екатериновскую (Екатерининскую), что связано с тем, что в Уфимском уезде была волость с центром в с. Емашево, и это приводило к частым ошибкам при доставке корреспонденции. В 1917 из неё выделена Ногушинская волость, упраздненная в начале 1920-х.
В феврале 1918 года в Емашах создан большевистский совет, контрреволюционного восстания. В 1920 годы Емаши — центр сельсовета и довольно обширной волости, в которую входили 34 населенных пункта, в том числе Больше-Устьикинск, Мало-Устьикинск, Верхне-Бобино, Ново-Муслюмово..
Тридцать восемь лет служил в Иоанно-Златоустовской церкви прослужил священник Аверкий Северовостоков, являясь также законоучителем земской школы. Убит красноармейцами 30 июня 1918 года во время совершения молебна на прицерковной площади. На Архиерейском соборе Русской православной церкви в 2000 году причислен к лику святых.

## Население
| 2002 | 2009  | 2010  |
| ---- | ----- | ----- |
| 1142 | ↘1116 | ↘1025 |

Согласно переписи 2002 года, преобладающая национальность — русские (92 %).